# The Beyond
The Beyond è il secondo album in studio della band doom metal svedese Cult of Luna, pubblicato il 10 febbraio 2003.

## Tracce
1. Inside Fort Meade – 0:44
2. Receiver – 8:08
3. Genesis – 11:36
4. The Watchtower – 6:20
5. Circle – 8:10
6. Arrival – 9:32
7. Leash – 7:48
8. Clones – 2:20
9. Deliverance – 8:47
10. Further – 11:22

## Formazione
- Klas Rydberg – voce
- Johannes Persson – chitarra e voce
- Erik Olofsson – chitarra
- Marco Hildèn – batteria e percussioni
- Magnus Lindberg – percussioni e chitarra
- Andreas Johansson – basso